# الأخ القائد ومرشد الثورة
الأخ القائد ومرشد ثورة الجماهيرية العربية الليبية الشعبية العظمى كان عنوانًا يحمله الزعيم الليبي السابق معمر القذافي، الذي ادعى أنه مجرد شخصية رمزية لهيكل الحكم الرسمي في البلاد. ومع ذلك، فقد وصفه النقاد منذ فترة طويلة بأنه ديماغوجي، إشارة إلى منصبه باعتباره المنصب السياسي السابق بحكم الأمر الواقع، مع إنكار الدولة الليبية له تولي أي سلطة.

## التاريخ
بعد انقلاب 1 سبتمبر 1969، والذي تم خلاله خلع الملك إدريس الأول، حكم ليبيا مجلس قيادة الثورة برئاسة القذافي. وفي 2 مارس 1977، وبعد اعتماد إعلان قيام سلطة الشعب، ألغي مجلس قيادة الثورة وانتقلت السلطة العليا إلى مؤتمر الشعب العام. ثم أصبح القذافي الأمين العام لمؤتمر الشعب العام.
في 2 مارس 1977، تخلى القذافي عن جميع الوظائف العامة وعُين «قائد» الدولة الليبية و«مرشد ثورة الفاتح من سبتمبر في الجماهيرية العربية الليبية الشعبية الاشتراكية» لقد تمت الإشارة إليه كذلك «الأخ القائد» و«مرشد الثورة» في تصريحات الحكومة والصحافة الرسمية.
ومع استخدام هذا العنوان رسميًا فقط من عام 1979، إلا أنه غالبًا ما يتم تطبيقه طوال فترة حكم القذافي. ورغم أن القذافي لم يكن لديه وظيفة حكومية رسمية منذ عام 1979، فقد كان من المفهوم أنه مارس سيطرة شبه مطلقة على الحكومة والبلد جعلته يقضي 42 عامًا في السلطة قبل الحرب الأهلية في عام 2011 كخامس أطول زعيم وطني غير ملكي حكمًا منذ عام 1900، وكذلك الزعيم العربي الأطول حكمًا.
ومع خلعه من طرابلس في نهاية أغسطس 2011، احتفظ القذافي بهذا المنصب الفعلي كقائد للقوات الموالية للقذافي، حتى هزيمته وموته على يد القوات المناهضة للقذافي في معركة سرت في 20 أكتوبر 2011.

## النظام السياسي الليبي في عهد القذافي
كانت الجماهيرية العربية الليبية الشعبية الاشتراكية العظمى تدار رسميًا على أساس الأيديولوجية السياسية المنصوص عليها في الكتاب الأخضر. استندت الأيديولوجية إلى فكرة الديمقراطية المباشرة واتخاذ القرار المباشر لجميع المواطنين في جميع الأمور السياسية. وفي جميع أنحاء البلاد كانت هناك المجالس الشعبية الأساسية، والتي كانت تعتبر أصحاب السيادة الأصليين. وشملت هذه مواطنيها البالغين كل من الرجال والنساء. ومن هيئاتها الإدارية والتنفيذية شكلت المجالس واللجان الشعبية البلدية، ثم مؤتمر الشعب العام (الهيئة التشريعية) واللجنة الشعبية العامة (الهيئة التنفيذية).
رفض القذافي التمثيل البرلماني للشعب أو من قبل نواب منتخبين، حيث اعتبر مؤتمر الشعب العام هيئة تنسيقية جمعت كل المؤتمرات واللجان الشعبية، وليس أعضاء منتخبين يتخذون قرارات باسم الشعب. تمت الموافقة على جميع القوانين من قبل المجالس الشعبية الأساسية، ثم تم تبنيها أخيرًا من قبل مؤتمر الشعب العام.